# Caltoris aurociliata
Caltoris aurociliata är en fjärilsart som beskrevs av Henry John Elwes och Edwards 1897. Caltoris aurociliata ingår i släktet Caltoris och familjen tjockhuvuden. Inga underarter finns listade i Catalogue of Life.